# Tobias Eder
Tobias "Tobi" Eder, född 4 mars 1998 i Tegernsee, Bayern, död 29 januari 2025 i Berlin, var en tysk professionell ishockeyspelare som bl.a. spelade för Eisbären Berlin och Düsseldorfer EG i sin karriär.